# Oliver Farr
Oliver Farr (1988) is een golfer uit Wales.

## Amateur
In 2005 was Farr al een scratch-speler. Hij was lid van de Worcester Golf & Country Club en speelde in het nationale team.

### Gewonnen
Behalve club- en county-kampioenschappen won Farr onder meer:
- 2008: Aberconwy Trophy
- 2009: UK  HSBC Champion of Champions op Royal Birkdale
- 2010: Duncan Putter, Trubshaw Cup
- 2011: Trubshaw Cup

### Teams
- Home Internationals (golf)|Home Internationals: 2008, 2009, 2010, 2011
- European Team Championship: 2009, 2010, 2011
- Eisenhower Trophy: 2011
- Asia-Pacific Championship: 2007 (6de)

### Baanrecords
- 2004: LBV Disney Course – 67 (in Florida)
- 2011: Ashburnham – 66
- 2011: Tenby – 66

## Professional
Farr speelde in 2013 de PGA EuroPro Tour. Daar won hij twee toernooien en mede daardoor ook de Order of Merit, waardoor hij naar de Challenge Tour promoveerde.

In 2014 en 2016 speelde hij op die tour en behaalde daar zijn eerste overwinning in 2014. In 2015 maakte hij een uitstap naar de Europese PGA Tour. Hij behield die Tourkaart echter niet en ging dus terug naar de Europese Challenge Tour.

### Gewonnen
PGA EuroPro Tour
- 2013: Eagle Orchid Scottish Masters op de Montrose Links, EuroPro Tour Championship op de Princes Golf Club (-5)

Europese Challenge Tour
- 2014: Turkish Airlines Challenge